# Antilegomena

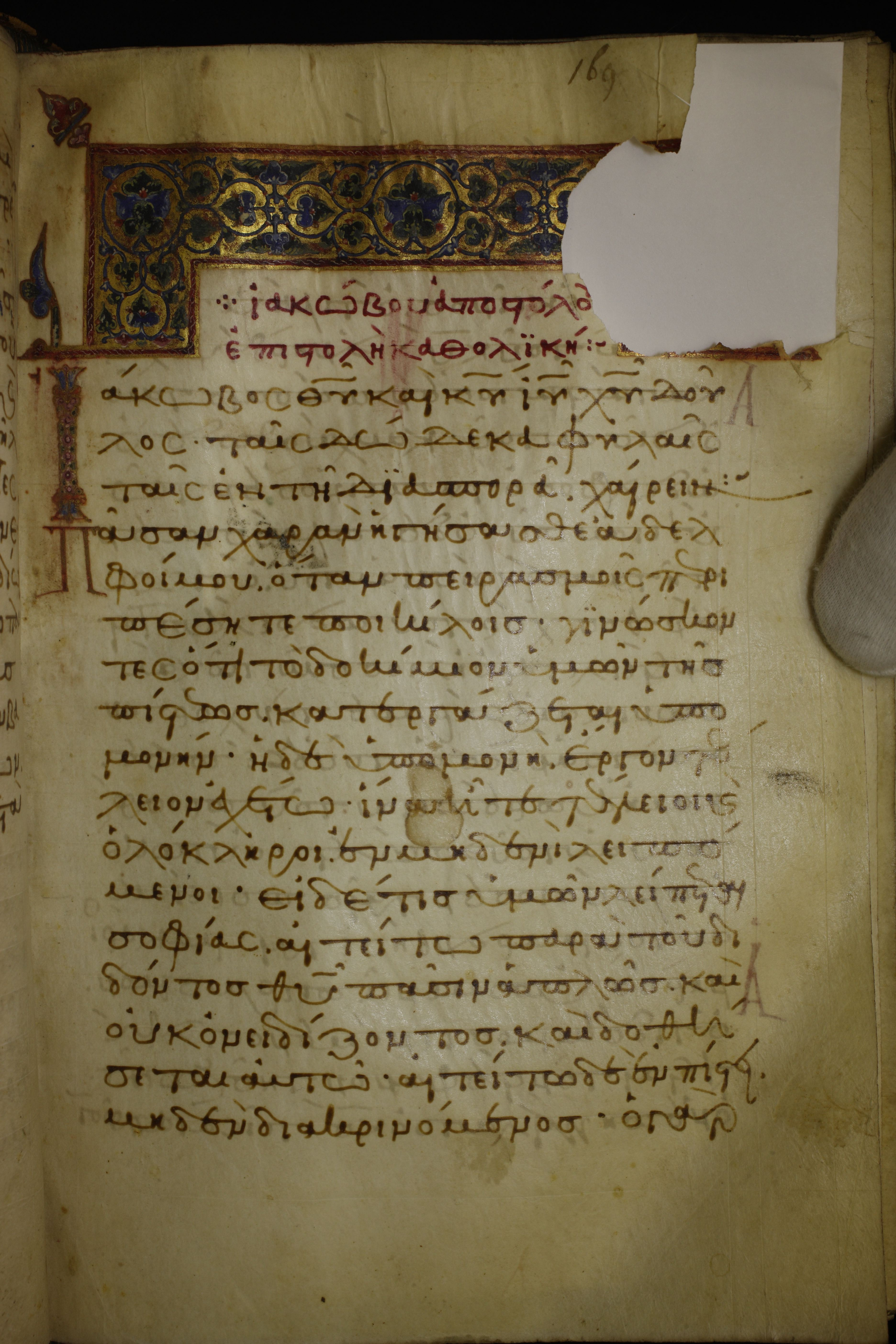
Première page de l'Épître de Jacques, Minuscule 319 (Gregory-Aland), f85r.

Les antilegomena, du grec ancien ἀντιλεγόμενα, sont des écrits liés au Premier et au Nouveau Testament et dont la canonicité est mise en question.
Dans le Premier Testament, les livres deutérocanoniques sont considérés comme « antilégomènes » par le judaïsme et le protestantisme, c'est-à-dire d'une valeur inférieure au canon hébraïque, mais utiles, tandis que les Églises catholique et orthodoxe les jugent canoniques.
Dans le Nouveau Testament, la canonicité de plusieurs textes a fait débat.

## Présentation
Dans les chapitres 3 et 25 du livre III de son Histoire ecclésiastique, Eusèbe de Césarée utilise le terme d'antilegomena (au singulier : antilegomenon) pour désigner des textes discutés au sein de la tradition chrétienne,. L'expression signifie littéralement « contre lesquels on parle ». Eusèbe considère comme des antilegomena des textes « familiers », dit-il, tels que l'Épître de Jacques, l'Épître de Jude, la Deuxième épître de Pierre, la Deuxième et la Troisième épîtres de Jean,.

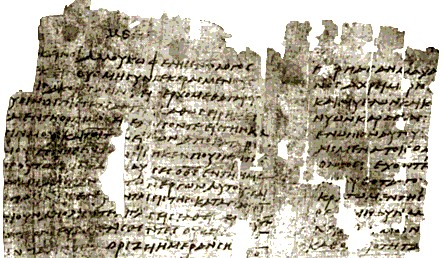
Un fragment de l'Épître aux Hébreux, Papyrus 13, IIIe siècle.

Dans le christianisme primitif, alors que le canon du Nouveau Testament n'a pas reçu sa forme définitive, ou encore lorsque la canonicité de certains textes ne fait pas l'unanimité, sont mises en doute les Épîtres de Jacques et de Jude, la Deuxième épître de Pierre, la Deuxième et la Troisième épîtres de Jean, l'Apocalypse et l'Épître aux Hébreux.
Selon la classification eusébienne, sont tenus pour notha (fallacieux) les Actes de Paul, le Pasteur d'Hermas, l'Épître de Barnabé, l'Apocalypse de Pierre, la Didachè et l'Évangile des Hébreux.
En 1522, Martin Luther place quatre antilegomena à la fin de sa version du Nouveau Testament : l'Épître aux Hébreux, celles de Jacques et de Jude, et l'Apocalypse. Luther est connu pour avoir donné à l'Épître de Jacques le surnom d'« épître de paille ».
Érasme et Cajétan expriment des réticences analogues à propos des mêmes livres. 
Dans la tradition luthérienne, qui reprend les catégories d'Eusèbe, il est d'usage de différencier les antilegomena et les homologoumena, c'est-à-dire les livres néotestamentaires unanimement acceptés depuis les premiers temps du christianisme comme étant « inspirés ».